# Francis Bacon
Sir Francis Bacon, baron Verulamski, 1. vikont St. Albans, angleški filozof, pisatelj, zgodovinar, pravnik in državnik, * 22. januar 1561, London, Anglija, † 9. april 1626, Highgate, Middlesex, Anglija.
Bacon je zavračal aristotelizem in se zavzemal za znanstveno metodo, ki je temelj sodobne znanstvene raziskave. Bil je oklican za očeta empirizma, saj je njegovo delo temeljilo na temeljitem opazovanju dogodkov v naravi. Kar je najbolj pomembno, menil je, da je to možno doseči z metodičnim postopkom, da znanstveniki ne bi ničesar spregledali pri opravljanju raziskav.

## Življenjepis

### Zgodnje življenje
Bacon se je rodil v ugledni družini v Londonu. Bacon je odraščal v obdobju kraljice Elizabete. Njegov oče je bil namreč več kot dve desetletji njen višji uradnik. Tudi njegova mati Anne je bila zelo izobražena. Sprva je bil šolan na domu, aprila leta 1573, ko je bil star 12 let, pa je začel obiskovati Kolidž Trinity v Cambridgeu, kjer se je že šolal njegov starejši brat Anthony. Na enem od obiskov Camebridgea je bil predstavljen kraljici, na katero je napravil prijeten vtis. Na Trinityju, kjer je prejel sholastično izobrazbo, je ostal tri leta, vmes pa se je šolal še na Univerzi v Poitiersu v Franciji. Že med študijem je postal kritičen do aristotelijanske filozofije in njegove znanstvene metode. Kljub temu je cenil Aristotelov prispevek k znanosti in filozofiji.
Razlog za predčasno prekinitev študija je bilo vabilo za opravljanje prakse angleškega ambasadorja na francoskem dvoru Amiasa Pauleta, kar mu je omogočilo pridobitev dragocenih političnih izkušenj.  Iz Francije se je moral vrniti po dveh letih in pol zaradi nepričakovane smrti njegovega očeta. Ker oporoka še ni bila spisana, mu je pripadla le petina očetovega premoženja, zato je moral star 18 let začeti z odvetniško prakso. Službo je kasneje iskal kot državnik pri svojem stricu baronom Burghleyjem, vendar mu le-ta ni hotel pomagati. Hitro je zapadel v dolgove. Prijateljstvo z grofom Essexom, kraljičinim zaupnikom, mu je dalo priložnost za slavnostni govor v Elizabetino čast, v katerem je postavil spoznanje, ki je omogočilo nekaj napraviti in iznajti. Angleškemu mišljenju primerno, da vednost daje moč, Bacon pa je našel za to novo formulo. Človek, ki ga je prvi greh spravil ob njegovo oblast nad naravo, si mora zdaj pridobiti nazaj svoje gospostvo z znanostjo in metodo - to je smisel dela Magna Instauratio imperii humani in naturam. To je bil sprva zgolj program, ki ni imel za temelj nikakršne raziskave. Medtem so postale politične vezi Bacona, ki je že dolgo pripadal spodnjemu domu, vedno tesnejše, toda Elizabetine naklonjenosti ni užival. Tako je moral svoj čas deliti med odvetniško dejavnostjo in znanstvenimi načrti. 

### Politično službovanje
Leta 1581 mu je uspelo, da je bil po političnih vezah v enem od volilnih okrožij v Cornwallu izvoljen v spodnji dom Parlamenta. Nekaj denarja je privarčeval s tem, da se je nastanil Gray’s Inn, ki je zagotavljal nastanitev in omogočal pridobivanje pravniške prakse mladim odvetnikom. Leto kasneje je uspešno končal šolanje. Velik korak v politični karieri pa je naredil s svojim prvim političnim memorandumom ‘’A Letter of Advice to Queen Elizabeth’’. Nesporno je izkoriščal velik vpliv svojega strica na dvoru. Kandidiral je tudi na naslednjih volitvah za spodnji dom, tako da je njegova politična kariera v Parlamentu trajala kar 40 let.  V tem času je bil zelo aktiven na področju politike, prava in svetovanja kraljevemu dvoru. Leta 1603 je bil povzdignjen v viteza. 1607 je postal predstavnik vlade na sodiščih, leto dni kasneje je prejemal plačo že 1,600 funtov. Leta 1613 je postal generalni državni tožilec. Povabljen je bil tudi k skupini svetovalcev monarhu, kar je bil nov vrh njegove kariere. Postal je tudi Varuh kraljevega pečata, kakor njegov oče, in Lord Kancler, tj. najvišji sodnik, danes bi mu ustrezala funkcija pravosodnega ministra. Njegov politični konec pa so povzročile podkupnine. Leta 1621 je namreč bil obtožen prejemanja podkupnin. Nekateri viri pravijo, da so mu to podtaknili politični nasprotniki, da bi zavarovali grofa Buckinghama. Bacon je zločin priznal in bil obsojen na zapor ter 40.000 funtov globe. Njegovo kazen so nato zmanjšali in odpravili globo. Po štirih dneh zapora je bil Bacon odpuščen za ceno njegove dolge in uspešne politične kariere. Škandal je imel hud vpliv na njegovo zdravje, hkrati pa mu je omogočil več časa za študij in pisanje.

### Konec kariere
Bacon je po koncu svoje politične kariere ostal v St Albansu,  Hertfordshire. Tedaj se je lahko začel posvečati znanstveni filozofiji. Bil je odločen, da bo spremenil pogled naravne filozofije. Zavzemal se je, da bo naredil novo vrsto znanosti, ki bo temeljila na empiričnih znanstvenih metodah, ki so odvisne od dokazov. Za razliko od Aristotela in Platona, je Baconov pristop do raziskovanja spodbujal izvajanje eksperimentov in interakcijo z raziskovanim. Baconova nova metoda raziskovanja je vključevala zbiranje podatkov, preudarno analiziranje in izvajanje poskusov za opazovanje narave na organiziran način. V obdobju zgodnje odraslosti je Bacon poskušal svoje ideje deliti s svojim stricem, Lordom Burghleyjem, in pozneje s kraljico Elizabeto, ki se nista močno strinjala z Baconovo novo metodo raziskovanja. Bacon je leta 1620 izdal knjigo Novi organon (Novum Organum Scientiarum) in se tako uveljavil kot ugleden filozof. V svoji knjigi Bacon zagovarja, da bi se znanstvena metoda morala pričeti z raziskovalno tabelo. Nato bi se nadaljevala z listo okoliščin, pod katerimi se opazovani dogodek odvija. Potem bi s primerjavo opazovalec primerjal razlike v dogodkih, s pomočjo katerih bi nato lahko prepoznal vzrok za spremembo opazovanega. V nasprotju z navadno hipotezo, se Bacon ni osredotočal na pomen hipoteze, temveč na pomen rezultatov.

## Delo
Bacon je v svoji politični karieri pogosto pisal za kraljevi dvor. Leta 1584 je v svojem prvem političnem memorandumu zapisal, da bi morali biti tisti, ki se ne bodo borili proti tistim, ki ogrožajo ozemlja kraljice, obsojeni za izdajalce. Leta 1597 je izdal knjžni prvenec Eseji, ki so po Montaigneovem vzoru izpričevali njegovo praktično življenjsko modrost. Slogovno so bili izjemno dodelani, vsebinsko prepričljivi, poleg Montagnieja pa je Bacon postal utemeljitelj te didaktično-literarne zvrsti. V njih se družijo izvrstna pravila za dolgo življenje z duhovitimi opombami o zdravnikih, razumne besede o nalogi strank z modrimi spoznanji o sodniški službi, razmišljanja o resnici, ipd. V razširjenih oblikah Esejev je komajda kako področje javnega in privatnega bivanja, ki bi ostalo nedotaknjeno. Leta 1605 je kot svoje najpomembnejše delo objavil knjigo O napredku in pospeševanju znanosti (Of Proficience and Advancement of Learning Divine and Human), ki je kasneje leta 1623 ponovno izšla spremenjena in v latinščini kot spis O dostojanstvu in napredku znanosti. V tej knjigi vlada renesančni duh, ki je kontemplativno prodiranje v zadnje skladnosti zavračal kot ničevo in namesto tega klical k novemu spoznanju, katerega dostojanstvo se kaže z deli uspešnosti in moči. Temu spoznanju naj bi šlo za človekovo kraljestvo, ki vendarle ostaja vgrajeno v krščanski nazor o svetu.
Gre za delo, ki je napisano v več različnih stilih in zajema tako teme javnega kot zasebnega življenja. Prva knjiga je razdeljena na 10 esejev. V vsaki temi pa Bacon tehta argumente za in proti iz različnih zornih kotov. Druga knjiga je prišla v javnost leta 1612 z 38 eseji in tretja leta 1625 z 58 eseji. Leta 1597 je napisal tudi religiozno delo z naslovom Meditationes Sacrae, ki vsebuje njegov znan aforizem »V znanju je moč«. Leta 1605 je poskušal spodbuditi razvoj znanosti z delom O napredku in pospeševanju znanosti. V tej knjigi je zapisal, da obstajajo ovire za učenje, katerih se je treba izogniti oziroma jih uničiti, preden lahko pride do nadaljnjega razvoja. Leta 1609, ko je izdal delo On the Wisdom of the Ancients, v katerem analizira antično mitologijo, se je oddaljil od političnega in znanstvenega pisanja. Bacon je nato nadaljeval s pisanjem o znanosti, in je tako leta 1620 izdal knjigo Novi organon (Novum Organum Scientiarum), kot drugi del zbirke The Great Saturation. Leta 1622 je napisal zgodovinsko delo z naslovom The History of Henry VII za princa Karla Stuarta. Istega leta je tudi izdal Historia Ventorum in Historia Vitae et Mortis. Leta 1623 le izdal De Augmentis Scientarium, ki je bilo nadaljevanje njegovega mnenja na znanstveno reformo. Leta 1624 sta bili izdani njegovi knjigi Nova Atlantida in Apophthegms. 
Bacon je z delom Nova Atlantida poskušal pokazati svojo vizijo prihodnosti za raziskovanje in znanje in njegove ideale kot idealizirano utopijo, kjer bi ženske imele več pravic, suženjstvo bi bilo odpravljeno, cerkev bi se ločila od države in vsi bi imeli svobodo do političnega in verskega izražanja. V delu Nova Atlantida prispe pomorščak na otok katerega središče je Salomonova hiša. Tukaj je družba že zdavnaj razvila vse tehnične pridobitve, za katere si prizadeva nova Evropa. Tu so raziskovalni inštituti in gojitveni laboratoriji. Živali vzgajajo umetno, na njih pa opravljajo operacije, ki jih izkoriščajo za zdravljenje ljudi. Vzgajajo ljudi z dolgo življenjsko dobo ter razpolagajo z visoko tehnologijo kot so teleskopi, mikroskopi, telefoni, parni vozovi, zračne ladje, kemično koncentrirana prehrambna sredstva, zdravila. Njihovo poznavanje narave omogoča, da človekovo bivanje napravijo tako dobro, kot je le mogoče. Atlantci imajo najboljša orožja ter ne poznajo nobenega nerešenega socialnega vprašanja. Bacon je živel v veri, da je v tem sreča teh ljudi in da se jim bo na koncu poti odprl nov raj.
Delo z naslovom Sylva Sylvarium, ki je bila izdana leta 1627, je bila ena izmed njegovih zadnjih del.

### Nauk o idolih
Vednost za Bacona ni bila sama po sebi cilj. Naravoslovje mu je bila temeljna znanost, ker obeta, da bo omogočilo človekovo vladanje nad naravo. Rešitev te naloge pa predpostavlja osvoboditev izpod jarma predsodkov, razuma in čutil. Tako je prvi del dela Novi organon posvečen nauku o idolih, ki naj bi bili viri človeških zmot. Bacon je razlikoval štiri vrste idolov:
1. idoli plemena (Idola tribus) so skupna celotnemu človeškemu rodu. Razum in čutila dojemajo stvari po človeškem merilu, ne pa tudi po merilu vesolja. V sebi imajo svoj red, kjer naj bi spoznali naravo v njeni neomajni zakonitosti. Abstraktni pojmi nadomeščajo realne elemente. Bacon tu prezre, da brez abstrakcije ni raziskovanja in da brez nje ne morata delovati niti indukcija niti matematika. Razum mu velja za »krivo zrcalo«.
2. idoli votline (Idola specus) izvirajo iz duhovne in telesne posebnosti posameznika. Nagnjenja, navade, vzgoja, občevanje in branje določajo posebnosti, ki kvarijo naraven um.
3. idoli trga  (Idola fori) so slepila, ki jih povzročajo predvsem besede, kakor jih postavljamo pred stvari. Jezik oblikuje besede za stvari, ki ne obstajajo, dejanske stvari pa poimenuje z neustreznimi besedami. Povprečni človek se zato ne more znajti v nastali zmedi.
4. Po Baconu naj bi bili najbolj nevarni idoli gledališča  (Idola theatri). To so zmote samega filozofskega izročila ne glede na to, ali ima racionalistični, empirični ali mistični značaj.

### Metodaindukcije
Drugi del Novega Organona prinaša bolj pozitivno dopolnilo. Prava metoda raziskovanja ne pride do ugotovitve, kot dogmatični metafiziki in tudi ne zbira zgolj snovi kot empiriki. Prava metoda naj bi popisala pozitivne in negativne primere v dveh tabelah in dodati tretjo tabelo, ki pojasnjuje, če povzroča večja ali manjša količina enega dejavnika (npr. svetlobe) tudi na količino drugega (npr. toplote). Šele nato, ko lahko izločimo negativne primere in ocenimo pozitivne, so pred nami prve ugotovitve. Tako dojamemo bistvo, denimo toplote in izvedemo njeno definicijo. Tako je Bacon eksperiment kot metodično poizvedovanje o naravi postavil nad snaključne zaznave. V praksi Bacon ni mogel tekmovati z Galileiom, ker je prezrl naravne zakonitosti in se ni zmenil za kvantitativno merjenje.  Metoda indukcije velja za vse znanosti razen teologije. Bacon je dejansko teoretično dopolnil, kar so znanstveniki pred njim že delali, ni pa hkrati deloval na eksperimentalno-raziskovalnem področju kakor Galileo ali Descartes. Težava je bila tudi v tem, da so glavno smetano intelektualcev elizabetanskega dvora predstavljali pretežno literati in v tem je Bacon prej izjema kot pravilo.

## Razdelitev znanosti
Bacon razdeli znanost glede na tri temeljne zmožnosti človeške duše in sicer na zgodovino, poezijo in filozofijo. 
Zgodovina obsega vedenje o poreklu in nastanku človeka in narave. Bacon je zahteval razčlembo splošne zgodovino v nacionalne zgodovine držav ter začetek samostojnih zgodovin filozofije in literature. 
Poezijo, ki temelji na domišljiji, je Bacon definiral zelo preprosto kot samovoljno izmišljeno zgodovino. Razdelil pa jo je v pripovedno, dramatično in poučno pesništvo. Slednjo je postavil najvišje, lirike pa sploh ni omenil. Satiro, epigram in odo je prišteval k filozofiji in retoriki. 
Filozofija je kot prava znanost utemeljena v razumu in obravnava načela, ki so skupna vsem znanostim. Kot antropologija je nauk o posamičnem človeku in kot taka obravnava telo in dušo. Bacon sem prišteva tudi logiko, ki človeškega duha usmerja k resnici, in logiko, ki kaže duhu merilo dobrega. Antropologija je drugič nauk o političnem človeku in obravnava družabno, poslovno in državno življenje. Nauk o državi Bacon delno razlaga v delu posvečenem Jakobu I.. Na koncu Bacon razdeli še filozofijo narave na operativni (tehnični in eksperimentalni) in spekulativni del. Slednjega razčleni v fiziko in metafiziko. Matematiko je Bacon cenil le kot dodatek in v astronomiji zavračal Kopernikov heliocentrizem. Pri slednji je namreč krožno gibanje zvezd pojasnjeval z razlogi, ki jim manjka kakršnakoli zveza z induktivno metodo. Bacon pravi, da je veselje ob večnem in neskončnem gibanju, tisto kar veže zvezde na kroge.

## Smrt in zapuščina
Marca leta 1626, je Bacon delal eksperimente, v katerih je raziskoval vplive mraza na ohranitev mesa. Poizkuse je izvajal v mrazu, zaradi česar se je staknil pljučnico in bil prisiljen v to, da se vrne na okrevanje v London. Soba v kateri je okreval je bila mrzla in zatohla. Tako je kmalu zbolel za bronhitisom in umrl 9. aprila 1626.
Po Baconovi smrti so njegove teorije začele močno vplivati na razvijajoče področje evropske znanosti. Britanski znanstveniki, ki so spadali pod Boylov krog, so sledili Baconovemu konceptu raziskovanja, ki so ga tudi vpeljali leta 1662 v Kraljevo združenje v Londonu. Kraljevo združenje je tako začelo uporabljati njegovo znanstveno metodo. Znanstvene ustanove so tedaj začele slediti temu načinu raziskovanja.
Dandanes je Bacon splošno znan kot zelo pomembna figura v znanstveni metodologiji in naravni filozofiji iz časa angleške renesanse. S tem, ko je zasnoval sistem pridobivanja znanja s hhumanističnim ciljem v mislih, je zaslužen za uvedbo nove zgodnje moderne dobe človeškega razumevanja.
Bacon je napisal veliko število filozofskih, literarnih, zgodovinskih in pravnih del v angleščini in latinščini. Spisek najpomembnejših:
- Novi Organon, 1620.
- Naravna zgodovina, 1622.
- O dostojanstvu in napredku znanosti, 1623.
- Eseji, zadnja edicija, 1625.
- Nova Atlantida, posthumno, 1627, (v slovenščini);
- Načela prava, 1630.

### V slovenščini
- Bacon, Francis, Eseji ali Politični in moralni nasveti,  Slovenska matica Ljubljana, 1972
- Bacon, Francis, Nova Atlantida, Amalietti & Amalietti, Ljubljana, 2011